# Mackay, Queensland
Mackay, Queensland là một thành phố trong bang Queensland, Úc. Thành phố có dân số 80.148 người (năm 2018). Thành phố có cự ly cách thủ phủ bang Brisbane 952,6 km. Mackay là một thành phố trên bờ biển phía đông của bang Queensland, Úc, cự ly 970 km (603 dặm) về phía bắc của Brisbane, bên sông Pioneer. Mackay được mệnh danh là thủ đô đường kính của Úc bởi vì khu vực sản xuất hơn 1/3 đường mía của Australia.
Có tranh cãi về vị trí địa lý của khu vực, với hầu hết mọi người đề cập đến nó như là một phần của Trung Queensland hoặc miền Bắc Queensland, mặc dù nhiều sự nhầm lẫn vẫn còn nằm trong Chính quyền bang Queensland, với các dịch vụ chính phủ được cung cấp thông qua cả hai Townsville (Bắc Queensland) và Rockhampton (Trung Queensland). Nói chung, khu vực này được biết đến như là khu vực Mackay-Whitsunday. Tương tự, có luôn luôn được tranh cãi nhiều về cách phát âm của tên gọi Mackay. Thư từ nhận được Thư viện Mackay thành phố trong năm 2007, từ các hậu duệ của John Mackay, khẳng định rằng cách phát âm đúng là / məkaɪ / (cùng vần với bầu trời trong tiếng Anh), từ tên tiếng Gaelic "MacAoidh" được phát âm là "i" không phải là "ay".